# Il grande silenzio
Il grande silenzio (em francês:  Le grand silence; br: O Vingador Silencioso; pt: O Grande Silêncio) é um filme ítalo-francês de 1968, do gênero faroeste, dirigido por Sergio Corbucci.

## Sinopse
Silence, um pistoleiro mudo, mata alguns caçadores de recompensa pelo qual é pago por antigos criminosos que tentam reiniciar a vida em um território. Após Loco, o principal caçador de recompensa, matar o marido de Pauline, esta contrata Silence para vinga-la. Burnett, novo xerife de Snow Hill tenta organizar a situação mas o comerciante Polliput patrocina dos caçadores.

## Elenco
- Jean-Louis Trintignant ...... Silence/vingador
- Klaus Kinski ...... Loco
- Frank Wolff ...... xerife Burnett
- Luigi Pistilli ...... Pollicut
- Vonetta McGee ...... Pauline
- Mario Brega ...... Martin, assistente de Pollicut
- Carlo D'Angelo ...... governador
- Marisa Merlin ...... Regina